# Агатонизи
Агатонизи (грчки грч. ) је једно од острва у острвској скупини Додеканеза у источној Грчкој. Управно острво припада округу Калимнос у оквиру Периферији Јужни Егеј, где са околним острвцима и хридима чини посебну општину. Главно место на острву је градић Мегало Хорио.

## Природни услови
Агатонизи је острво Додеканеза мање величине. Најближа острва су му Липси на 22 km ка југозападу и Самос на 20 km ка северу. Турска обала је на 17 км источно. Острво је планинско и каменито, састављено највише од кречњачких стена. Обала Агатонизија је разуђена, са више малих залива са скривеним плажама.
Клима Агатонизија је средоземна са дугим, сушним летима и благим и кишовитим зимама. Мањак падавина је значајно ограничење, а оскудни су и подземни извори. Због тога је биљни и животињски свет оскуднији него на неким околним острвима.

## Становништво
Главно становништво на Агатонизију су Грци. Халки спада у средње густо насељена острва међу значајинијим острвима Додеканеза, а развој туризма током протеклих 20-ак година допринео је просперитету острва и смањењу пада броја становника.

## Привреда
Данас се привреда Агатонизија све више заснива на туризму, а све мање на традиционалним поморству и пољопривреди (маслине, винова лоза, мање јужно воће).